# Parti du peuple (Uruguay)
Pour les articles homonymes, voir Parti du peuple.
Le Parti du peuple (en espagnol : Partido de la Gente) est un parti politique uruguayen fondé en 2016 dans le but de réunir les électeurs insatisfaits des partis traditionnels (Parti colorado et Parti national) et du Front large.
Le mouvement est créé par l'homme d'affaires Edgardo Novick (es), après les bons résultats obtenus avec le Parti de la concertation (es), parti réunissant en 2015 les rouges et blancs lors des élections locales (es) à Montevideo.

## Histoire
La réunion de fondation du parti se déroule le 4 novembre 2016 à l'hôtel Radisson de Montevideo. 
Le 7 novembre 2016, à la suite d'un appel d'Edgardo Novick (es), les partisans de l'homme d'affaire, du Parti de la concertation (es) et le grand public sont conviés à un événement au cours duquel le nouveau parti politique est présenté. À la suite du rassemblement, ils passent à la Cour électorale (es) avec le nombre de signatures suffisantes pour enregistrer le nouveau parti.

## Résultats électoraux

### Élections présidentielles
| Année | Candidat            | 1er tour | 1er tour | 2d tour | 2d tour | Résultat |
| Année | Candidat            | Voix     | %        | Voix    | %       | Résultat |
| ----- | ------------------- | -------- | -------- | ------- | ------- | -------- |
| 2019  | Edgardo Novick (es) | 26 313   | 1,12     | -       | -       | Élu Non  |

### Élections législatives et sénatoriales
| Année | Voix   | %    | Élus à la Chambre des représentants | Élus au Sénat |
| ----- | ------ | ---- | ----------------------------------- | ------------- |
| 2019  | 26 313 | 1,12 | 1 / 99                              | 0 / 30        |